# Tommaso Stigliani

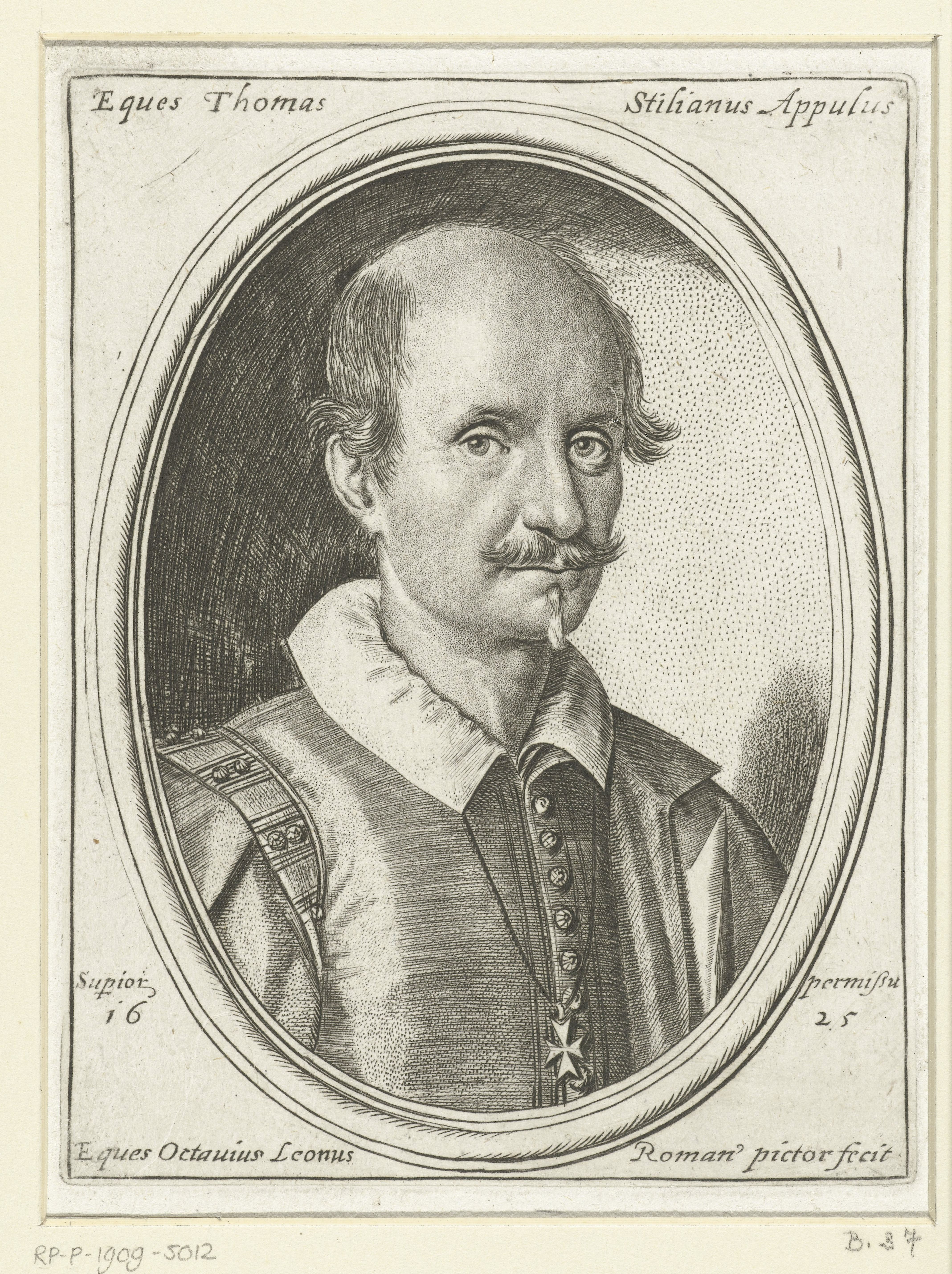
Tommaso Stigliani

Tommaso Stigliani (* 1573 in Matera; † 1651 in Rom) war ein italienischer Dichter und Malteserritter. Er dichtete  Lieder und andere poetische Werke. 

## Schaffen
Stigliani war Autor des Epos Il Mondo nuovo, dessen erste 20 Gesänge 1617 herauskamen und nach dem Muster des hellenistischen Epos Aithiopiká des griechischen Schriftstellers Heliodoros gestaltet wurden. Stigliani veröffentlichte 1628 die endgültige Fassung mit einer Länge von 34 Gesängen, die in Rom bei Mascardi herausgebracht wurden. Es lassen sich in Stiglianis „Poema“ zwei Handlungsstränge voneinander unterscheiden: Der eine hat eher kriegerisch-heroische Prägung und erzählt, ähnlich einer Kreuzzugsschilderung, vor allem die Eroberungsgeschichte, während die eigentliche „scoperta“ weniger beachtet wird. Der zweite Handlungsstrang, der sich immer wieder mit der Erzählung der Eroberung vermischt, handelt von Abenteuern und Liebesgeschichten. Er zeigt romanhafte Züge in der Tradition von Ariosts Orlando furioso und anderer Ritterromane. Außerdem verwendet er exotische und wunderbare Elemente. Damit übernimmt er Elemente aus unterschiedlichen Traditionen.
Stigliani war auch Autor von Dello occhiale (1627), einer scharfsinnigen, destruktiv parodistischen Analyse des Adone von Giambattista Marino, dem er einen Mangel an Einheit, überzogene Metaphorik und die Verletzung der Regeln guten Geschmacks vorwirft.
Stigliani kritisiert deswegen Adone als lose Aneinanderreihung von Madrigalen („poema di madrigali“) und prägt damit ein Klischee, das sich bis heute in der Literaturgeschichtsschreibung gehalten hat.
Stiglianis 1605 in Venedig erschienenes Werk Rime, distinte in otto libri wurde wegen vermeintlicher Obszönität per Dekret der Glaubenskongregation vom 18. November 1605 auf den Index gesetzt.

## Werke
- Il Polifemo. nella stampa dal q. Pacifico Pontio impressore archiepiscopale, Mailand 1600 (eingeschränkte Vorschau in der Google-Buchsuche).
- Rime, distinte in otto libri cioè. Giovanni Battista Ciotti, Venedig 1605 (eingeschränkte Vorschau in der Google-Buchsuche).
- Il mondo nuovo. 1. Auflage. per Alessandro Bazacchi, Piacenza 1617 (eingeschränkte Vorschau in der Google-Buchsuche).
- Il mondo nuovo. 2. Auflage. Appresso Giacomo Mascardi, Rom 1628 (eingeschränkte Vorschau in der Google-Buchsuche).
- Il canzoniero del signor caualier fra’ Tomaso Stigliani. per l’erede di Bartolomeo Zannetti, Rom 1623 (eingeschränkte Vorschau in der Google-Buchsuche).
- Dello occhiale opera difensiua del caualier fr. Tomaso Stigliani. Scritta in risposta al caualier Gio. Battista Marini. Dedicato all’eccellentiss. sig. conte D’Oliuares. appresso Pietro Carampello, Venedig 1627 (eingeschränkte Vorschau in der Google-Buchsuche).
- Lettere del caualiere fra Tomaso Stigliani dedicate al sig. prencipe di Gallicano. per Domenico Manelfi, Rom 1651 (eingeschränkte Vorschau in der Google-Buchsuche).